# Voganj (stacja kolejowa)
Voganj (serb. Вогањ) – stacja kolejowa w Voganju, w okręgu sremskim, w Serbii.
Stacja znajduje się na ważnej magistrali Belgrad – Šid, łączącej Belgrad z Zagrzebiem. Stacja położona jest na południowy zachód od miejscowości, przy drodze nr 120.

## Linie kolejowe
- Belgrad – Šid